# 埃希莱
埃希莱（法語：Échillais，法語發音：[eʃilɛ]）是法国滨海夏朗德省的一个市镇，位于该省西部偏北，罗什福尔市区以南，属于罗什福尔区。

## 地理
埃希莱（45°53'54"N, 0°57'6"W）面积14.72 平方千米，位于法国新阿基坦大区滨海夏朗德省，该省份为法国西部滨海省份，北起旺代省，西临大西洋，南至吉倫特省，东南接多爾多涅省，东北接德塞夫勒省接壤，东临夏朗德省。
与埃希莱接壤的市镇（或旧市镇、城区）包括：羅什福爾、圣阿尼昂、圣伊波利特、苏比斯、特里宰。

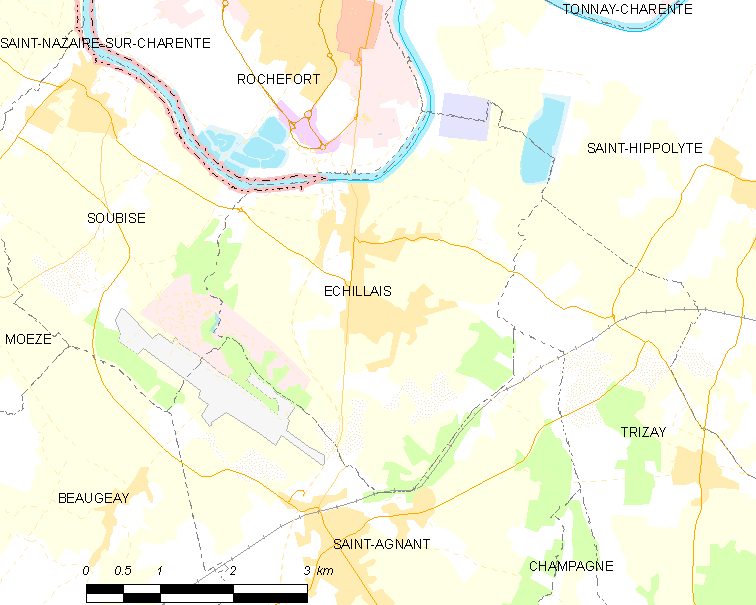
埃希莱的OSM定位图

埃希莱的时区为UTC+01:00、UTC+02:00（夏令时）。

## 行政
埃希莱的邮政编码为17620，INSEE市镇编码为17146。

## 政治
埃希莱所属的省级选区为托奈夏朗德县。

## 人口

1962-2008年间埃希莱人口变化图示

埃希莱于2022年1月1日时的人口数量为3701人。